# Ecbolium
Ecbolium es un género de plantas con flores perteneciente a la familia Acanthaceae. El género tiene 320 especies de hierbas descritas y de estas, solo 21 aceptadas. Estándistribuidas en los trópicos de África, Madagascar, Socotora y la India.

## Taxonomía
El género fue descrito por Wilhelm Sulpiz Kurz y publicado en Journal of the Asiatic Society of Bengal. Part 2. Natural History 40: 75. 1875. La especie tipo es: Ecbolium linneanum (L.) Kurz. 

## Especies seleccionadas
- Ecbolium abyssinicum
- Ecbolium acuminatissimum
- Ecbolium acuminatum